# Mercenaries: Playground of Destruction
Mercenaries: Playground of Destruction (ofta förkortat Mercenaries, M:PoD eller Mercs) är ett actionspel som har utvecklats av Pandemic Studios och utgivits av Lucasarts till spelkonsolerna Xbox och Playstation 2. Spelet gavs ut i början av år 2005. Uppföljaren Mercenaries 2: World in Flames utkom tre år senare. Spelet kan också installeras på Xbox One och Series X och S digitalt eller med en originell skiva.
Spelet utspelar sig i ett framtida Nordkorea, som befinner sig i krig efter att landet hade isolerat sig från utvärlden då landets president, Choi Kim, mördades av sin son, Choi Song. Fem olika organisationer kämpar om makten i detta av kaospräglade land: Ryssland (mer speficikt en rysk mafia), Sydkorea (ledda i proxy av amerikanska CIA), Förenta Staterna (portrerade som Allierade Nationerna) och Kina. Spelaren är en mercenary (legosoldat eller merc), det vill säga en person som bara arbetar för pengarnas skull. Spelaren får när som helst alliera sig med eller sluta krig mot samtliga fyra fraktioner, men Nordkoreanska soldater anfaller utan tvekan när spelaren eller en icke-spelbar figur från andra fraktioner befinner sig i närheten.
Mercenaries är ett så kallat icke-linjärt sandlådespel. De flesta uppdrag är frivilliga, och kan utföras i vilken ordning som helst. Spelaren kan välja att utföra uppdrag åt den organisation som för tillfället ger den största belöningen. I övrigt liknar den öppna spelvärlden GTA och dess kloner. Samtliga fordon, inklusive stridsvagnar och helikoptrar, får kapas. Spelaren får också röra sig fritt på de två provinserna där konflikten utspelar sig.
Spelet fick inte säljas i Sydkorea när det släpptes, då sydkoreanska regeringen trodde att ett spel som visade landet i krig med Nordkorea hade gjort den politiska situationen mellan de två länderna värre.